# Octagon (Ägypten)

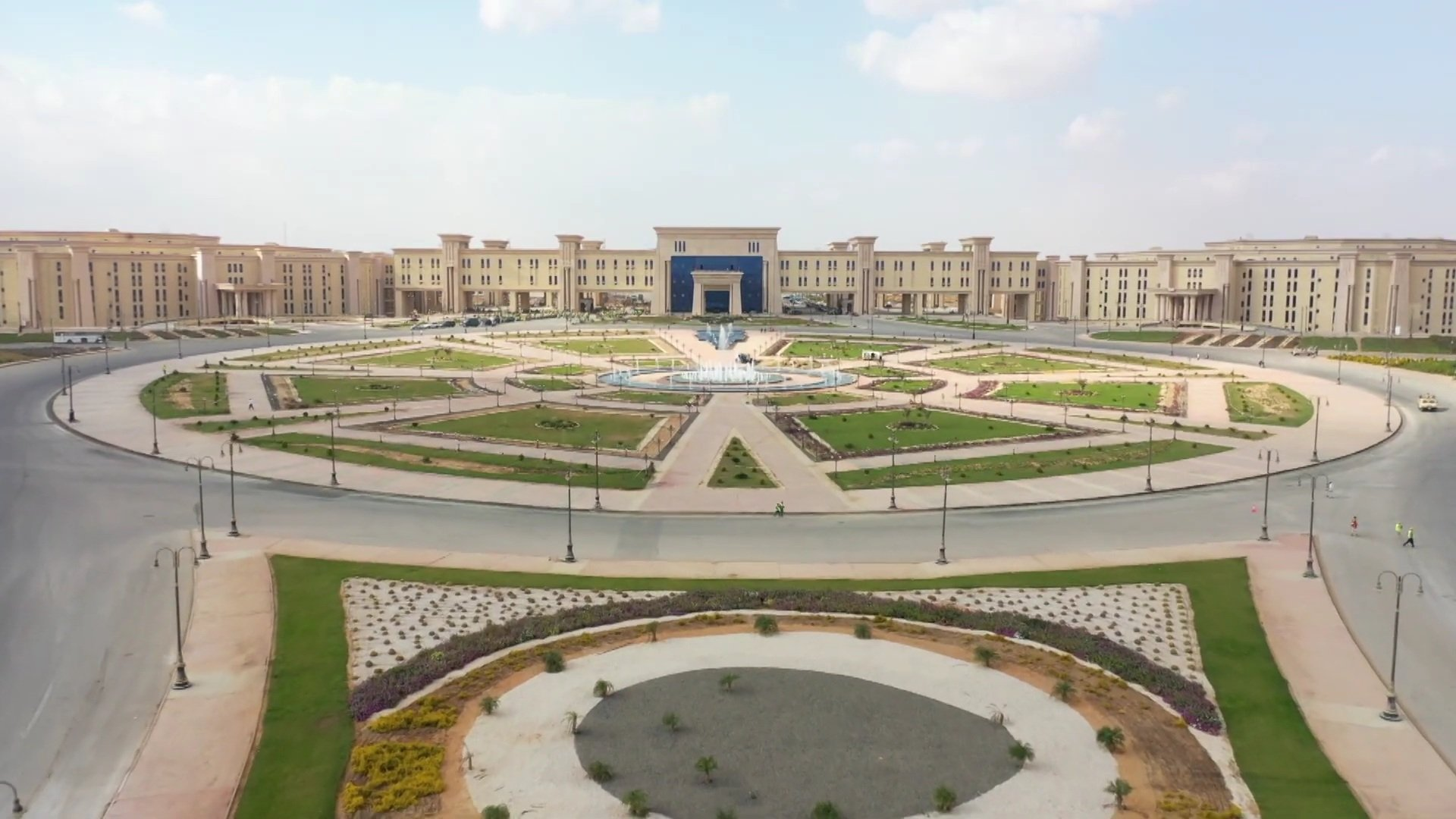
Zentrum des Octagon

Das Octagon (arabisch: الأوكتاجون) wird der neue Hauptsitz der ägyptischen Streitkräfte sein und ist Teil der Initiative zur Verlegung der gesamten Regierung des Landes in die Neue Hauptstadt Ägyptens. Das neue Hauptquartier soll das größte im Nahen Osten sein und ist um ein Vielfaches größer als das Pentagon.
Es befindet sich in der Neuen Hauptstadt im Großraum Kairo. Mit dem Bau wurde 2016 begonnen und es wurde inzwischen bezogen.
Das Hauptquartier erstreckt sich über eine Gesamtfläche von 89 km², wovon etwa 4.690.000 m² als Bodenfläche dienen. Es umfasst 13 Zonen – jede mit ihrer eigenen spezifischen Rolle – und ist damit das größte Verteidigungshauptquartier und der größte Bürogebäudekomplex der Welt, der sogar das Pentagon in den Vereinigten Staaten übertrifft. Das Octagon ist Teil einer großen Anlage, zu der auch Gotteshäuser, Clubs, Hotels, Schulen, Spielplätze, Wohnprojekte, Einkaufszentren, Krankenhäuser und Komplexe für Zivil- und Verwaltungsdienste gehören. Der Ort wird von zwei Einheiten der Republikanischen Garde und durch weitere Sicherheitsmaßnahmen gesichert.

## Zentren
Das (achteckige) staatliche strategische Kommandozentrum besteht aus sechs Zentren:
- Einheitliches strategisches Datenzentrum – soll über alle Daten der staatlichen Institutionen verfügen.
- Kontrollzentrum des strategischen Netzwerks – soll die Verwaltungsorgane steuern.
- Staatliches Versorgungsmanagement und Operationszentrum – soll die staatlichen Behörden und Einrichtungen steuern.
- Kontrollzentrum des Telekommunikationsnetzes – soll die Stabilität der landesweiten Kommunikation gewährleisten.
- Zentrum für Notfälle und Sicherheit – soll die Notdienste und die Sicherheitsdienste vor Ort steuern.
- Wettervorhersagezentrum – soll das staatliche Verteidigungszentrum für den Fall von Naturkatastrophen vorbereiten.

Zusätzlich zu einer Reihe von Lagerhäusern, die den Bedarf des Landes an strategischen Gütern sichern sollen.

## Struktur
Das Octagon erhielt seinen Namen aufgrund seines achteckigen architektonischen Aufbaus, der aus den acht äußeren achteckigen Gebäuden besteht und somit alle acht Teilstreitkräfte der ägyptischen Streitkräfte repräsentiert. Die Gesamtanlage besteht aus 10 Gebäuden, von denen 8 außen und zwei innen liegen. In der Mitte der achteckigen Struktur befinden sich zwei zentrale Ministerialgebäude, die miteinander verbunden sind. Die dezentrale Struktur soll auch bei einem militärischen Angriff auf den Komplex dessen Funktionsfähigkeit sichern. Die Architektur des Hauptquartiers wurde von der altägyptischen Architektur beeinflusst, da Säulen verwendet wurden, um die Gebäude im pharaonischen Stil zu stützen.